# Bitwa pod Megiddo (609 p.n.e.)
Bitwa pod Megiddo – bitwa stoczona w roku 609 p.n.e. pod Megiddo przez wojska egipskiego faraona z XXVI dynastii Necho II (syna Psammetycha I) z Judejczykami pod wodzą króla Jozjasza.
Bitwa zakończyła się zwycięstwem Egipcjan oraz śmiercią króla Judy. Judejczycy ustanowili syna zmarłego, Joachaza, nowym władcą. Palestyna i południowa Syria dostały się na cztery lata w sferę wpływów Egiptu.